# Sphenia tumida
Sphenia tumida is een tweekleppigensoort uit de familie van de Myidae. De wetenschappelijke naam van de soort is voor het eerst geldig gepubliceerd in 1968 door J. E. Lewis.